# مراد اورنگ
مراد اورنگ (زاده ۱۲۸۳ در تکاب، آذربایجان غربی – درگذشته آذر ۱۳۶۱ در تهران) نویسنده و تاریخدان و پژوهشگر موضوعات تاریخ ایران باستان و ایران‌شناس بود. وی با درجه سرگردی ارتش بازنشسته شد. مراد اورنگ آثاری دربارهٔ فرهنگ و زبان و تمدن ایران باستان از خود برجای گذاشته است.
مراد اورنگ در کتاب «یکتاپرستی در ایران باستان» معتقد است که منظور از اصحاب الرس در قرآن، زرتشتیان می‌باشد و نوشته است: «راجع به اصحاب الرس چند قول است یکی از اقوال اشاره به مردمان کنار رود ارس است که در اغلب تفاسیر آمده است در تفسیر صافی می‌گوید ارس نهری است در حوالی آذربایجان، همان طوری‌که برای هر قوم و ملتی پیغمبر فرستادیم در آذربایجان نیز از بین اهالی آنجا پیغمبری را مبعوث کردیم. بسیار واضح است که مفاد آیه اشاره به ظهور زرتشت در آن حدود می‌باشد زیرا هیچ تاریخی نشان نمی‌دهد به غیر از اسو زرتشت پیغمبر دیگری در آذربایجان و در حدود سواحل رود ارس مبعوث شده باشد»

## مراد اورنگ و رضاشاه
محمدابراهیم باستانی پاریزی، تاریخ‌دان و نویسنده، در کتاب شاهنامه آخرش خوش است (۱۳۵۰) آورده است که مراد اورنگ در سال ۱۳۰۸ داستان‌هایی از شاهنامه فردوسی را هر روزه در حضور رضاشاه نقل می‌کرد:
شبی که قرار بود روشنک دختر داریوش سوم از سپاهان به سرزمین پارس نزد اسکندر برود، اسکندر اصرار داشت که مردم، پیش از حرکت او چراغانی کنند؛ در حالی که مردم اصفهان مانند همه شهرها لباس ماتم بر تن داشتند و عزای ملی اعلام کرده بودند. مردم ایران، کشور و شاه و اینک شاهدخت را نیز از دست می‌دادند و فردوسی طی یک شعر، این چشم‌انداز را نمودار کرده…
| ببستند آذین به شهر اندرون |  | لبان پر ز خنده، دلان پر ز خون |

در اینجا رضاشاه بی‌اختیار شروع به گریستن کرد و ده دقیقه اشک می‌ریخت. تا آن زمان کسی گریه او را ندیده بود. پس از این اتفاق رضا شاه فوراً دستور ساختن آرامگاه فردوسی به شیوه معماری هخامنشی را صادر کرد.

## آثار
برخی از آثار مراد اورنگ:

### کتاب‌ها
- بررسی یسنا (ترجمه و تفسیر اوستا، بخش یکم، تهران. ۱۳۳۹؛ بخش دوم- هات ۹- تهران، ۱۳۴۰؛ بخش سوم- هات ۱۰- تهران)
- جشن‌های ایران باستان - تهران، ۱۳۳۶
- سد در (گزیده‌ای از گفتارهای زند و پازند)- تهران، ۱۳۳۷
- گزارش گاتاها (سرودهای زرتشت) - تهران، ۱۳۴۱
- همبستگی در اوستا (ترجمه و گزارش واژه اوستانی: خوات و دته) - تهران ۱۳۴۱
- سوشیانت (داستان هوشیدر و هوشیدرماه و سوشیانت) - تهران، ۱۳۴۲
- فرهنگ اورنگ - تهران، ۱۳۳۷
- آتش نیایش - تهران، ۱۳۵۰
- ایرانیان از دیدگاه قرآن - تهران، ۱۳۵۰
- امشاسپندان
و…[۵]

### مقاله‌ها
- نظر مفسران قرآن مجید دربارهٔ بعضی از آیات
- کنگره پژوهشهای میترائی
- نخستین پیامبر آریایی
- پیدایش جشن نوروز
- مهر جهان پیوند
- جمشید شاه از دیدگاه آویستا
- کتاب زردشت
- جشن مهرگان
- ستایش جوانان خوب در آویستا
- پرچم و پیکره شیر و خورشید
و…[۶]